# Wanayasa (Wanayasa, Purwakarta)
Wanayasa is een bestuurslaag in het regentschap Purwakarta van de provincie West-Java, Indonesië. Wanayasa telt 5003 inwoners (volkstelling 2010).